# Kojnare
Kojnare (bulharsky Койнаре) je město ležící v severním Bulharsku, v Dolnodunajské nížině u řeky Iskăr. Nachází se 15 km severně od Červeného Brjagu, správního střediska stejnojmenné obštiny, a má přibližně 4 200 obyvatel.

## Historie
Místo je osídleno od neolitu a nacházejí se zde pozůstatky především z jeho střední a pozdní epochy. Z oné doby pocházejí dosud neprozkoumaná thrácká sídla v místech Progon a Novoselski păt. V místě Gruja byl objeven hrob thráckého válečníka, pohřbeného žehem. Urna s popelem se nedochovala, ale zachovala se veškerá železná výzbroj: meč, nůž s pochvou, dvě kopí a jejich hroty, část štítu a uzda, které jsou datovány do prvního století před naším letopočtem. V pozdní antice se severně od dnešního osídlení nacházela křižovatka silnic Oescus–Serdica a Melta-Montana a severovýchodně od dnešního města jsou pozůstatky římské silniční stanice.
Ve středověku tu prokazatelně bylo slovanské osídlení, což dokládají nalezené středověké křesťanské hroby. O místě se zmiňuje bulharský rukopis ze 13. století.
Jméno Kojnare se poprvé objevuje v osmanském rejstříku z let 1516 – 1517 ve formě: Koinar, sandžak Nigbolu. Další zmínka je z roku 1530 a uvádí ves Koynar . O původu jména není jasno. Lze ho vysvětlit jako složeninu tureckého koyun (ovce) a lare (vesnice), nebo ze slova koin (kůň) a příponou -ar. Skutečnost, že až do poloviny 16. století nebyli v osmanských matrikách zaznamenáni žádní muslimové, činí první verzi nepravděpodobnou. Osada několikrát změnilo svoji polohu a to kvůli toku blízkého Iskăru a jím způsobeným povodním. Na konci 18. století zmiňuje biskup Sofronij Vračanský vesnici Koinlari, kterou projížděl na cestě z Plevenu do Vraci. Podle Felixe Kanitze, který cestoval po Bulharsku v 60. a 70. letech 19. století, bylo v Kojnare 310 bulharských, 130 pomackých a 60 cikánských domů.
Po vyhlášení Bulharského knížectví zde byly postaveny vodní mlýny, ale jinak se situace v obci měnila jen pomalu, protože zůstala stranou nově budovaných komunikací. Hospodářská produkce zůstala vesměs zemědělská; na počátku 20. století se tu chovalo přes 23 tisíc ovcí a později tu byla zřízena velká mlékárna s výrobou ovčího sýra známého pod značkou Kojnarský slaný sýr. V roce 1947 byla na břehu řeky Iskăr postavena vodní elektrárna. Výkon elektrárny byl postupně zvyšován na současných 1500 kW. Ves byla povýšena na město v roce 1974. V současné době (2022) tu působí dvě textilní firmy, jedna se specializací na výrobu dámské konfekce pro zahraniční trh a druhá se specializuje na výrobu sportovního oblečení; celkem mají 450 zaměstnanců.

## Obyvatelstvo
Ve městě žije 4 219 obyvatel a je zde trvale hlášeno 4 520 obyvatel. Podle sčítání 1. února 2011 bylo národnostní složení následující:
- Bulhaři: 2 562 (94.4 %)
- Romové: 117 (4.3 %)
- Turci: 14 (0.5 %)
- ostatní: 20 (0.7 %)